# Рока Сусела
Рока Сусела (итал. Rocca Susella) је насеље у Италији у округу Павија, региону Ломбардија.
Према процени из 2011. у насељу је живело 2 становника. Насеље се налази на надморској висини од 500 м.

## Становништво
| 1931. | 1936. | 1951. | 1961. | 1971. | 1981. | 1991. | 2001. | 2011. |
| ----- | ----- | ----- | ----- | ----- | ----- | ----- | ----- | ----- |
| 902   | 846   | 742   | 514   | 338   | 262   | 224   | 229   | 234   |